# Manuel Saavedra (Fußballspieler)
Manuel Saavedra Ibarra (* 24. April 1941 in Los Andes; † 26. August 2011 ebenda), auch bekannt unter dem Spitznamen El Mago, war ein chilenischer Fußballspieler. Der Stürmer nahm mit Chile am Campeonato Sudamericano 1967 teil.

## Karriere

### Verein
Manuel Saavedra absolvierte ein Probetraining bei Trasandino de Los Andes, wurde jedoch nicht angenommen. Bei Unión La Calera hatte der Stürmer mehr Erfolg und schaffte es in die Profimannschaft, für die er 10 Jahre lang spielte. Bei seinem Debüt gegen Deportes La Serena 1964 schoss Saavedra zwei Tore. In seinem letzten Jahr 1974 spielte er die Copa Chile für Trasandino de Los Andes.

### Nationalmannschaft
Manuel Saavedra gab sein Debüt für die Nationalmannschaft im November 1966 beim Qualifikationsspiel zum Campeonato Sudamericano 1967. Beim 5:2-Hinspielsieg erzielte Saavedra den zwischenzeitlichen 5:0-Treffer. Das Rückspiel ohne Saavedra endete torlos, womit sich Chile für das Turnier in Uruguay qualifizierte. Dort absolvierte der Stürmer von Unión La Calera die Partie gegen Venezuela, die Chile mit 2:0 gewann. La Roja beendete das Turnier als Dritter der sechs Teilnehmer.